# Fülöp belga király
Fülöp belga király (Laeken, 1960. április 15.) (teljes neve franciául: Philippe Léopold Louis Marie, hollandul: Filip(s) Leopold Lodewijk Maria), Belgium hetedik uralkodója. Hivatalos címe „a belgák királya” (franciául: roi des Belges, hollandul: koning der Belgen). II. Albert belga király és Paula belga királyné legidősebb fia. Keresztszülei apai nagyapja, III. Lipót belga király és anyai nagyanyja, Luisa Ruffo di Calabria hercegné voltak.

## Élete
Tanulmányait a belga királyi katonai akadémián folytatta, majd 1978 és 1981 között az Oxfordi Egyetemen, a Trinity College-ben tanult. 1985-ben a kaliforniai Stanford Egyetemen szerzett diplomát, ahol a politikatudományok területén szerzett diplomát.
A belga hadsereg tisztjeként 1980-ban hadnagyi rendfokozatot kapott, majd repülőgép-vezetői képesítést szerzett, illetve elvégezte a hadsereg ejtőernyős és kommandó-kiképzését is. 1989-ben a belga hadsereg törzskari képzésén vett részt, majd ebben az évben előléptették ezredessé. 2001. március 25-én Fülöpöt vezérőrnaggyá nevezték ki a belga haderő szárazföldi és légi fegyvernemeinél, míg a belga haditengerészetnél az ellentengernagyi rendfokozatot kapta meg.

## Családja
1999. december 4-én vette feleségül Mathilde d’Udekem d’Acoz grófnőt (1973. január 20.), Patrick d’Udekem d’Acoz grófnak és feleségének, Anna Maria Komorowska bárónőnek a lányát, akit egy nappal a házasság előtt Matild hercegnővé neveztek ki. Eddig négy gyermekük született:
- Erzsébet (2001. október 25. –), aki az 1991-es utódlási törvény értelmében apja és a belga trón örököse
- Gábor belga herceg (2003. augusztus 20. –)
- Emánuel (2005. október 4. –)
- Eleonóra (2008. április 16. –)

Miután Fülöp elfoglalta a trónt, Matild lett az első belga születésű belga királyné.
Fülöp királyt Belgiumban meglehetősen élesen kritizálták konzervatív politikai és társadalmi nézetei miatt. Házassága előtt számtalanszor felszólították, hogy mondjon le a trónöröklésről és engedje át azt egy liberálisabb beállítottságú rokonának (akit nem neveztek meg). A házasság segített Fülöp megítélésén javítani: egy 2008-ban megjelent felmérés szerint a megkérdezettek 40%-a kedvezőbb fényben látta Fülöpöt a házasság óta, annak ellenére, hogy 46%-uk úgy gondolja, a herceg még nem érett a királyi szerepre.

## Címei

### Címe és megszólítása
- 1960. április 15. – 1993. augusztus 9. Ő királyi fensége Fülöp belga herceg
- 1993. augusztus 9. – 2013. július 21. Ő királyi fensége Brabant hercege
- 2013. július 21. –  Őfelsége a belgák királya